# 2-Sulfobenzoesäureanhydrid
2-Sulfobenzoesäureanhydrid ist das innere Anhydrid der 2-Sulfobenzoesäure. Es wird zur Synthese der Sulfonphthaleine verwendet.
Durch Veresterung mit Sulfobenzoesäureanhydrid kann analytisch der Gehalt einer Probe an Hydroxygruppen bestimmt werden. Analog kann durch Amidbildung mit Sulfobenzoesäureanhydrid der Gehalt an primären und sekundären Aminogruppen einer zu untersuchenden Substanz analytisch ermittelt werden.